# José Augusto Ferreira Veiga
José Augusto Ferreira da Veiga, Visconde de Arneiro (Macau, 22 de Novembro de 1838 — Sanremo, 7 de Julho de 1903), na música foi um compositor português.

## Biografia
José Augusto Ferreira da Veiga nasceu em 22 de Novembro de 1838 em Macau.
Membro de uma família de negociantes estudou música em Lisboa para se tornar compositor.
Formou-se Bacharel de Direito na Universidade de Coimbra em 1859 tendo exercido em Lisboa.
Apresentada no Teatro Nacional de São Carlos em 31 de Março de 1876, a sua opera-ballet L’elisir di giovinezza (Jean-Jacques Magne) não se tornou popular junto do público, o que levou José Veiga a apresentá-la no ano seguinte em Milão, Itália, no Teatro Dal Verme. Esta apresentação de 1877 também não conquistou os favores do público. O compositor adaptou então a música a um novo libretto de Rudolfo Paravicini, baseado num romance inglês de Ann Radcliffe. A nova versão, agora um melodrama tragico chamada Dina la derelitta foi finalmente aceite pelas audiências depois de ser apresentada no Teatro Nacional de São Carlos em 14 de Março de 1885.
O Visconde do Arneiro ainda compôs uma ópera, intitulada Don Bibas, baseada no romance O Bobo de Alexandre Herculano, mas esta nunca foi apresentada.
José Augusto Ferreira Veiga morreu em 7 de Junho de 1903, em Sanremo, na Itália.

## Obras
- A questão do oriente (Operetta, Coimbra, Teatro Académico, 1859)[1][2][3]
- Pela bocca morre o peixe (J. Guilerme dos Santos Lima/José Inácio de Araújo), (Farsa lirica, 1860)[2]
- Ginn (Ballet, Lisbon, 1866)[1][2][3]
- Te Deum (Lisboa, Igreja dos Paulistas, 1871)[1][3]
- L’elisir di giovinezza (4, Jean-Jacques Magne) (Opera-ballet, Lisboa, Teatro de São Carlos, 31 de Março de 1876)[2][3]
- L’elisir di giovinezza (4, Jean-Jacques Magne) (Opera-ballet, Milão, Teatro Dal Verme, 1877)[3]
- Dina la derelitta (Rodolfo Paravicini nach Ann Radcliffe) (Melodrama tragico, Lisboa, Teatro de São Carlos, 14 de Março de 1885)[1][2][3][5]
- Don Bibas (Nunca apresentada)[1][2][3]